# Ленинизъм
Ленинизмът (или марксизъм-ленинизъм) е обществена и икономическа теория и политическа практика, които се базират на марксизма. Той е разработен от Владимир Илич Ленин в началото на 20 век и приложен на практика в подготовката и извършването на Октомврийската революция в Русия.
Според Сталин, ленинизмът е марксизъм по време на империализма и пролетарските революции.
Главните отличителни черти на ленинизма спрямо традиционния марксизъм са следните.
- Комунистическата партия играе решаваща роля по пътя към комунизма. Според Маркс както събарянето на капитализма, така и преходът към комунизъм е обективен и неизбежен процес. Ленин смята, че субективният фактор е изключително важен за ускоряване или забавяне на този процес: една идеологически образована и съзнателна част от пролетариата – неговият авангард, пролетарската партия е в състояние да подпомогне обществените промени, необходими както в периода преди събарянето на капитализма, така и през преходния период между събарянето на капитализма и въвеждането на комунистическото общество.
- Събарянето на световния капитализъм невинаги започва в най-развитите капиталистически страни, а в най-слабото място на световната капиталистическа система, тоест това може да стане и в по-малко развити капиталистически страни.
- Вдъхновено и ръководено от работническата класа, бедното селячество също е революционна класа. В по-слабо развитите капиталистически страни именно бедното селячество допълва силата на работническата класа. По този начин диктатурата на пролетариата е възможна и при малобройна работническа класа.
- Империализмът е висш и последен стадий на капитализма.

Същевременно, политиците – ренегати, самоопределящи се като марксисти, развили дейност в различни исторически периоди, смятат, че ленинизмът е форма на изкривяване, а не на развитие на марксизма. По времето на Октомврийската революция сред тях са Юлий Мартов, Карл Кауцки и Роза Люксембург.